# ستيفنسون 2-18
ستيفنسون 2-18 هو نجم عملاق فائق ساطع يقع في اتجاة كوكبة الترس على بعد 20,000 سنة ضوئية داخل العنقود النجمي المفتوح Stephenson 2 ويقدر قطرة بنحو 2,158 قطر شمسي وهو حاليًا من بين أكبر النجوم المعروفة، إن لم يكن الأكبر.
هو عملاق أحمر (RHG) نجم في كوكبة الترس. تقع بالقرب من التجمع النجمي المفتوح ستيفنسون 2 التي تقع على بعد حوالي 5.8 كيلو بارسيك (19,000 سنة ضوئية) بعيدًا عن الأرض في ذراع القنطور في مجرة درب التبانة، ويفترض أنها واحدة من مجموعة من النجوم على مسافة مماثلة، على الرغم من أن بعض المصادر تعتبره عملاق أحمر غير مرتبط. إنه من بين أكبر النجوم المعروفة، وأحد أكثر النجوم سطوعًا العملاق الأحمر العملاق، وواحد من أكثر النجوم سطوعًا في درب التبانة.
يبلغ نصف قطر النجم العملاق ستيفنسون 2-18 حوالي 2,150 نصف قطر شمسي (1.50×109 كيلومتر؛ 10.0 وحدة فلكية) ، وهو ما يعادل حجم ما يقارب 10 مليارات ضعف حجم الشمس. إذا أخذنا هذا التقدير على النحو الصحيح، فسيستغرق الأمر ما يقرب من 9 ساعات للسفر حول سطحه بسرعة سرعة الضوء، مقارنة بـ 14.5 ثانية فقط محيط الشمس. إذا تم وضعه في مركز النظام الشمسي للأرض، فإن الفوتوسفير الخاص به سيبتلع مدار زحل.

## تاريخ المشاهدة

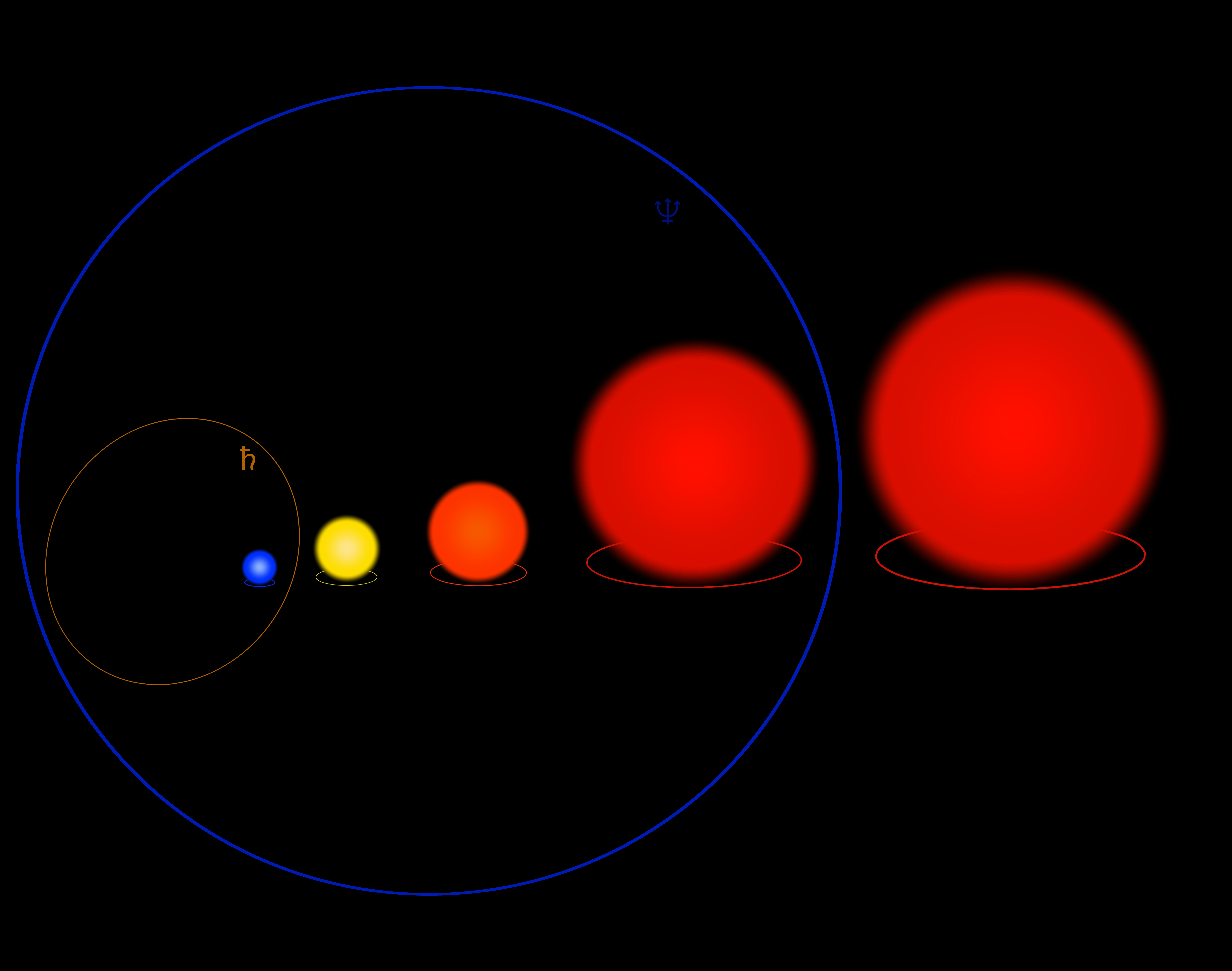
مقارنة أحجام النجوم المختلفة المختارة. من اليسار إلى اليمين توجد Cygnus OB2 # 12 وV382 القاعدة وV915 Scorpii وUY سكوتي وStephenson 2-18. كما يتم عرض مدارات زحل ونبتون للمقارنة.

اكتشف عالم الفلك الأمريكي [تشارلز بروس ستيفنسون] العنقود المفتوح ستيفنسون 2 في عام 1990 في البيانات التي تم الحصول عليها من خلال مسح الأشعة تحت الحمراء العميقة. يُعرف العنقود أيضًا باسم RSGC2 ، وهو واحد من عدة عناقيد ضخمة مفتوحة في Scutum ، كل منها يحتوي على العديد من النجوم العملاقة الحمراء.
تم إعطاء ألمع نجم في منطقة الكتلة المعرف "1" في التحليل الأول لخصائص أعضاء التجمع النجمي. ومع ذلك، لم يتم اعتباره عضوًا في تجمع ستيفنسون 2 نظرًا لموقعه البعيد، وسطوعه الشديد بشكل غير طبيعي، وحركة مناسبة غير نمطية بعض الشيء، حيث يتم تصنيفه على أنه عملاق أحمر غير ذي صلة.
في دراسة لاحقة، تم إعطاء نفس النجم الرقم 18 وتم تخصيصه لمجموعة بعيدة من النجوم تسمى Stephenson 2 SW ، يُفترض أنها على مسافة مماثلة من التجمع الأساسي. التعيين St2-18 (اختصار لـ ستيفنسون 2-18) غالبًا ما يستخدم للنجم، بعد الترقيم من Deguchi (2010). لتجنب الالتباس من استخدام نفس الرقم لنجوم مختلفة وأرقام مختلفة لنفس النجمة، غالبًا ما يتم إعطاء البيانات من Davies (2007) بادئة من DFK أو D ،  على سبيل المثال Stephenson 2 DFK 1.

## المسافة
عندما تم اكتشاف العنقود في الأصل في عام 1990 في ستيفنسون 2 ، وبالتالي كان من المقدر في الأصل أن المسافة بين العنقود حوالي 30 كيلو بارسيك (98,000 سنة ضوئية) ، أبعد بكثير من التجمع الذي يعتقد أنه موجود اليوم. عملاق من العمالقة الفائقة، ثم حساب معامل المسافة بناءً على بيانات القدر المطلق.
في عام 2001، ناكايا وآخرون. قدرت مسافة النجوم في العنقود بـ 1.5 كيلو فرسخ فلكي (4900 سنة ضوئية)، وهي أقرب بكثير من أي تقدير آخر للمسافة معطى للنجم والعنقود. بدلاً من ذلك، دراسة حول إطار زمني مشابه، أعطت مسافة إضافية تبلغ حوالي 5.9 كيلوبارسيك (19000 سنة ضوئية).
عينت دراسة في عام 2007 مسافة حركية تبلغ 5.83+1.91
−0.78 كيلو فرسخ تعادل 19,000 سنة ضوئية من المقارنة مع سرعة شعاعية للتجمع النجمي، إلى حد كبير أقرب من المسافة الأصلية البالغة 98.000 سنة ضوئية التي نقلها ستيفنسون (1990). ومع ذلك، بسبب عضوية ستيفنسون 2-18 المشكوك فيها، لم يتم تقدير المسافة بشكل مباشر. تم اعتماد هذه القيمة لاحقًا في دراسة حديثة للعنقود.
تم الإبلاغ عن مسافة حركية مماثلة قدرها 5.5 كيلو فرسخ (18000 سنة ضوئية) في دراسة عام 2010، مشتقة من متوسط السرعة الشعاعية لأربعة من أعضاء العنقود (96 كيلومترًا في الثانية) ومن ارتباط مع مجموعة من النجوم بالقرب من ستيفنسون 2 SW ، مع تحديد موقعه بالقرب من ذراع قنطور من درب التبانة. تم اعتماد هذه القيمة لاحقًا في دراسة عام 2012، والتي استخدمت المسافة المذكورة أعلاه لحساب ومع ذلك، لاحظ لمعان النجم أن عدم اليقين في المسافة كان أكبر من 50٪. على الرغم من ذلك، يُذكر أيضًا أنه سيتم تحسين المسافات إلى عناقيد النجوم الضخمة في المستقبل.

## الخواص الفيزيائية

### المرحلة التطورية

مصفوفة تلسكوب أستراليا المدمجة تستخدم لاشتقاق تدرجات ستيفنسون 2-18 لـ إشارات السطوع ودرجة الحرارة في عام 2012.

يُظهر St2-18 سمات وخصائص عملاق أحمر شديد السطوع، مع نوع طيفي من M6 ، وهو أمر غير معتاد بالنسبة لنجم عملاق. وهذا يجعله أحد أكثر النجوم تطرفا في درب التبانة. وهي تحتل الزاوية العليا من رسم هيرتزشبرونج-راسل، وهي تشغل منطقة النجوم ذات درجة الحرارة الكبيرة والمضيئة بشكل استثنائي. 
عادةً يصنف ستيفنسون 2-18 كعملاق أحمر ذو خط طيفي أحمر عريض.
ولكن الزيادة المستفيضة للأشعة تحت الحمراء (التي تشير إلى مرحلة فقد كبير للكتلة سابقا) قد
```
دفعت العالم الفلكي مؤلفي ديفيز (2007) إلى القول بأن النجم قد يكون عملاقًا أحمر، مثل 
VY الكلب الأكبر
. يُذكر أيضًا أن ستيفنسون 2-18 على وشك طرد طبقاته الخارجية والتطور إلى 
متغير أزرق مضيء
 أو 
نجم ولف-رايت
.
[
5
]
```

### اللمعان
بإجراء عملية حسابية لإيجاد اللمعان البولومتري عن طريق ملاءمة توزيع الطاقة الطيفية باستخدام نموذج دستي الغبار يعطي النجم لمعانًا يقارب لمعان الشمس 440 ألف مرة.
ومن ناحية أخرى تعطي حسبة قديمة من عام 2010 تفترض أن ستيفنسن 2-18 من ضمن مجموعة Stephenson 2، أي عند مسافة عند 5.5 kpc وتستند إلى 12 و25 مكـم كثافات تدفق، تعطي له سطوعا أقل ومتواضع نسبيًا بأن لمعانه أكثر من 90 ألف مرة من لمعان الشمس.
يعطي حساب حديث يعتمد على تكامل SED (استنادا إلى بيانات منشورة) وافتراض مسافة 5.8 kpc يعطيه لمعانًا بوليومتريًا بمقدار 630,000 لعان شمسي. ومع ذلك، فقد لوحظ أن SED الخاص به غير متناسب مع الجدول القياسي. مما يجعله أكثر إشراقًا. بسبب هذا السطوع العالي بشكل غير عادي، فإن اعتبار النجم من ضمن تجمع نجمي ستيفنسون 2 أو عدمه (أي منفردا) لا يزال مطروحا تحت البحث..
كما ورد في اطروحة علمية Negueruela et al. (2012)، تنتشر المجموعة النجمية على مساحة كبيرة. .

### درجة الحرارة
تم حساب درجة حرارة فعالة تبلغ 3,200 كلفن في دراسة عام 2012 عن طريق تكامل SED باستخدام نموذج دستي،  مشاهدة من مشاهدة جعلته أكثر برودة من برودة النجوم العملاقة الحمراء التي تنبأت بها نظرية التطور النجمي (حيث تكون عادةً نحو 3,500 كلفن).

### النوع الطيفي
العالم الفلكي «نيجوير» وآخرون (2013) حدد النوع الطيفي لستيفنسون 2-18، وهو أمر غير معتاد حتى بالنسبة نجم عملاق أحمر بناءً على طيفه وبعض مميزاته الطيفية. وجدوا خطوطا عريضة في طيف ستيفنسون 2-18 على خطوط طيفية لأكسيد التيتانيوم (TiO). <اسم المرجع = "negueruela2013" />

### الحجم

حجم Stephenson 2-18 مقارنة بالشمس

تم استنباط نصف قطر يبلغ نحو 2,150 أكبر من نصف قطر الشمس مقدرة من اللمعان البولومتري للشمس تقريبًا أكبر من لمعان الشمس 440,000 مرة، ودرجة حرارة فعالة تقديرية تبلغ نحو 3,200 كلفن، وهذا أكبر بكثير من النماذج النظرية لأكبر العمالقة الحمراء التي تنبأت بها نظرية تطور النجوم (حوالي 1,500 نصف قطر الشمس).
بافتراض صحة هذه القيمة، فإن هذا سيجعله أكبر من النجوم العملاقة الحمراء الشهيرة الأخرى، مثل قلب العقرب ومنكب الجوزاء وVY الكلب الأكبر وUY سكوتي.

## اقرأ أيضا
- UY سكوتي